# Achim Lichtenberger
Achim Lichtenberger (* 12. Dezember 1970 in Heidelberg) ist ein deutscher Klassischer Archäologe.

## Leben
Achim Lichtenberger, Sohn des Neutestamentlers Hermann Lichtenberger, studierte von 1993 bis 1998 Klassische Archäologie, Alte Geschichte und Evangelische Theologie an der Universität Münster, der Universität Roma Tre und der Humboldt-Universität zu Berlin. In Berlin schloss er sein Studium mit dem Magistergrad ab und wurde Stipendiat des Graduiertenkollegs „Anatolien und seine Nachbarn“ an der Universität Tübingen. 2001 erfolgte dort die Promotion mit einer Arbeit zum Thema Kulte und Kultur der Dekapolis. Untersuchungen zu numismatischen, archäologischen und epigraphischen Zeugnissen. 2001/02 nahm er in Tübingen einen Lehrauftrag wahr und wurde 2002 DFG-Forschungsstipendiat und Wissenschaftlicher Mitarbeiter am Lehrstuhl für Altes Testament und Biblische Archäologie an der Universität Mainz. 2002 wechselte Lichtenberger als Wissenschaftlicher Assistent an das Institut für Klassische Archäologie der Universität Münster. 2003/04 war er als Feodor-Lynen-Stipendiat der Alexander-von-Humboldt-Stiftung an der University of Cambridge und Visiting Fellow am Fitzwilliam College.
2008 habilitierte er sich in Münster mit der Arbeit Severus Pius Augustus. Studien zur sakralen Repräsentation und Rezeption der Herrschaft des Septimius Severus und seiner Familie (193–211 n. Chr.) und wurde anschließend Akademischer Oberrat in Münster. Vom 15. April 2010 bis 2016 war Lichtenberger Professor für Klassische Archäologie an der Ruhr-Universität Bochum. In Nachfolge von Dieter Salzmann wurde Lichtenberger 2016 zum Lehrstuhlinhaber für Klassische Archäologie an die Universität Münster berufen.
Lichtenberger forscht vorrangig zu den antiken Hinterlassenschaften im östlichen Mittelmeerraum, insbesondere Palästinas. Hier ist die herodianische Zeit sein Spezialgebiet. Zudem beschäftigt er sich mit antiker Numismatik, insbesondere den religiösen und politischen Motiven und Möglichkeiten dieses Mediums.
2021 wurde Lichtenberger zum Ordentlichen Mitglied des Deutschen Archäologischen Instituts gewählt.

## Veröffentlichungen (Auswahl)
- Die Baupolitik Herodes des Großen (= Abhandlungen des Deutschen Palästina-Vereins. Band 26). Harrassowitz, Wiesbaden 1999, ISBN 3-447-04147-1 (Magisterarbeit).
- Kulte und Kultur der Dekapolis. Untersuchungen zu numismatischen, archäologischen und epigraphischen Zeugnissen (= Abhandlungen des Deutschen Palästina-Vereins. Band 29). Harrassowitz, Wiesbaden 2003, ISBN 3-447-04806-9 (Dissertation).
- Severus Pius Augustus. Studien zur sakralen Repräsentation und Rezeption der Herrschaft des Septimius Severus und seiner Familie (193–211 n. Chr.) (= Impact of Empire. Band 14). Brill, Leiden u. a. 2011, ISBN 978-90-04-20192-7 (Habilitationsschrift; Rezension bei sehepunkte).
- Terrakotten aus Beit Nattif. Eine Untersuchung zur religiösen Alltagspraxis im spätantiken Judäa (= Contextualizing the sacred. Band 7). Brepols, Turnhout 2016, ISBN 978-2-503-56884-3.
- Der Olymp. Sitz der Götter zwischen Himmel und Erde. Kohlhammer, Stuttgart 2021, ISBN 978-3-17-039616-6.
- mit Heinz-Helge Nieswandt: Lieblingsstücke. Antike Kostbarkeiten aus dem Archäologischen Museum der Universität Münster. Nünnerich-Asmus, Oppenheim 2024, ISBN 978-3-96176-248-4.

Herausgeber
- Ulrich Jasper Seetzen. Unter Mönchen und Beduinen. Reisen in Palästina und angrenzenden Ländern 1805–1807. Edition Erdmann, Stuttgart und Wien 2002, ISBN 3-522-60044-4
- mit Katharina Martin, Heinz-Helge Nieswandt, Dieter Salzmann: Das Diadem der hellenistischen Herrscher. Übernahme, Transformation oder Neuschöpfung eines Herrschaftszeichens? Habelt, Bonn 2012 (Euros Band 1).
- mit Katharina Martin, Heinz-Helge Nieswandt, Dieter Salzmann: BildWert. Nominalspezifische Kommunikationsstrategien in der Münzprägung hellenistischer Herrscher. Habelt, Bonn 2014 (Euros 2).
- mit Michael Blömer, Rubina Raja: Religious Identities in the Levant from Alexander to Muhammed. Continuity and Change. Brepols, Turnhout 2015 (Contextualizing the Sacred 4).
- mit Constance von Rüden: Multiple Mediterranean Realities. Current Approaches to Spaces, Resources and Connectivities. Fink/Schöningh, Paderborn 2015 (Mittelmeerstudien 6).
- mit Richard Faber: Ein pluriverses Universum. Zivilisationen und Religionen im antiken Mittelmeerraum Fink/Schöningh, Paderborn 2015 (Mittelmeerstudien 7).
- mit Mihran Dabag, Dieter Haller, Nikolas Jaspert: Handbuch der Mediterranistik. Systematische Mittelmeerforschung und disziplinäre Zugänge. Fink/Schöningh, Paderborn 2015 (Mittelmeerstudien 8).
- mit Dieter Haller, Meike Meerpohl: Essays on Heritage, Tourism and Society in the MENA Region. Proceedings of the International Heritage Conference 2013 at Tangier, Morocco. Fink/Schöningh, Paderborn 2015 (Mittelmeerstudien 9).